# کودجووی اوبیلالی
کودجووی اوبیلالی (انگلیسی: Kodjovi Obilalé؛ زادهٔ ۸ اکتبر ۱۹۸۴) یک بازیکن فوتبال اهل توگو است.
وی همچنین در تیم ملی فوتبال توگو بازی کرده‌است.